# Đuôi chó luân sinh
Đuôi chó luân sinh (danh pháp khoa học: Myriophyllum verticillatum) là một loài thực vật có hoa trong họ Haloragaceae. Loài này được L. miêu tả khoa học đầu tiên năm 1753.